# Großsteingräber bei Riestedt
Die Großsteingräber bei Riestedt waren fünf zwischen 3500 und 2800 v. Chr. entstandene Megalithanlagen der jungsteinzeitlichen Trichterbecherkultur (TBK) in der Umgebung des zu Uelzen gehörenden Ortsteils Riestedt im Landkreis Uelzen (Niedersachsen), von denen heute nur noch eines existiert. Dieses trägt die Sprockhoff-Nummer 796, das zerstörte Grab 2 die Nummer 797.

## Lage
Das erhaltene Grab 1 befindet sich einen Kilometer südöstlich von Riestedt mitten auf einem Acker. Grab 2 lag etwa 200 m südöstlich hiervon. Das dritte Grab lag südlich von Riestedt, die Gräber 4 und 5 befanden sich nordwestlich und lagen recht nahe beieinander.

## Beschreibung

### Das erhaltene Grab 1

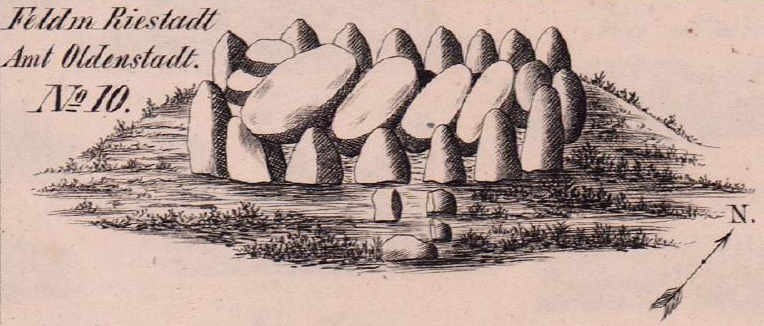
Grab 1 nach von Estorff

Die Anlage gehört zum Typ der Ganggräber. Sie besitzt eine südost-nordwestlich orientierte Grabkammer mit einer Länge von 10,5 m und einer Breite von 2,25 m. In ihrem ursprünglichen Zustand besaß sie sechs Wandsteine an der nordöstlichen Langseite, sieben an der südwestlichen, je einen Abschlussstein an den Schmalseiten und sechs Decksteine. Der an der Mitte der Südwestseite befindliche Gang bestand aus einem Wandsteinpaar und einem Deckstein. Bis auf zwei sind noch alle Wandsteine der Kammer vorhanden, allerdings sind die beiden äußersten Wandsteinpaare der Langseiten nach außen gekippt und der nordwestliche Abschlussstein verschleppt. Die fünf erhaltenen Wandsteine sind alle ins Innere der Kammer gestürzt, der südöstliche ist in mehrere Stücke zersprengt. Die Wandsteine des Ganges stehen noch in situ, der Deckstein liegt vor dem Gang.

### Das zerstörte Grab 2

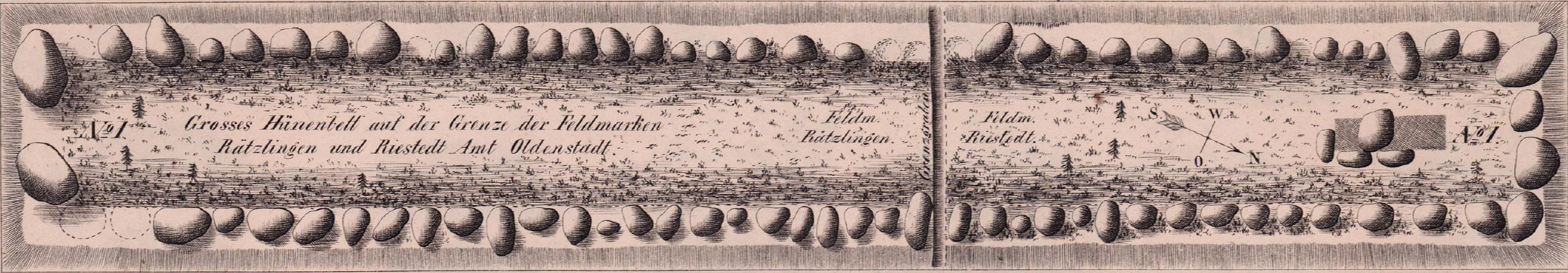
Grab 2 nach von Estorff

Das Grab besaß ein sehr großes, rechteckiges Hünenbett, das nordwest-südöstlich orientiert war. Es hatte eine Länge von 64 m und eine Breite von 8 m. Die steinerne Umfassung war bei der Aufnahme durch Georg Otto Carl von Estorff um 1846 noch relativ vollständig erhalten, wies aber im Südosten bereits größere Lücken auf. In seinem mittleren Bereich wurde das Hünenbett von einem Grenzgraben durchschnitten. Im äußersten Nordwesten befand sich die Grabkammer. Die Grabkammer war bereits erheblich beschädigt. Vorhanden waren noch zwei Wandsteine der nordöstlichen Langseite, der südöstliche Abschlussstein und ein Deckstein.

### Das zerstörte Grab 3

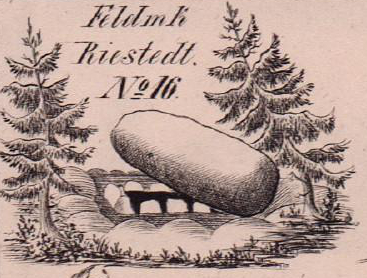
Grab 3 nach von Estorff

Gemäß von Estorffs Zeichnung besaß dieses Grab wohl drei Wandsteinpaare an den Langseiten, je einen Abschlussstein an den Schmalseiten und nur einen riesigen Deckstein. Eventuell ist die Anlage nicht als Großsteingrab, sondern als Steinkiste anzusehen.